# 幟

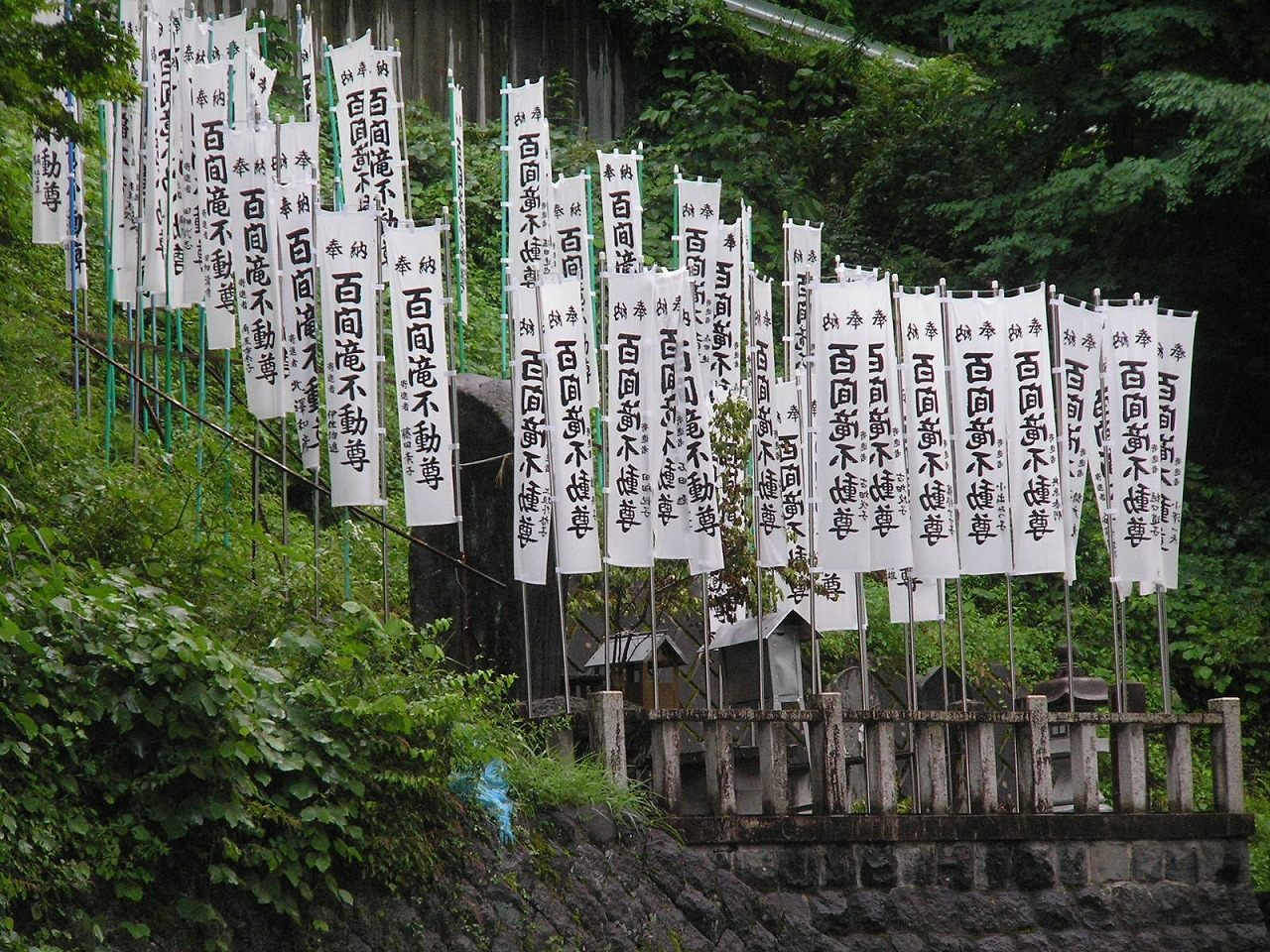
日本では古来より神社仏閣などで多く見られる。

幟（のぼり）は、日本における旗の形式のひとつ。長辺の一方と上辺を竿にくくりつけたものを指す。

## 概要
神社仏閣や例大祭の奉納として社（やしろ）名や感謝の意を捧げるもの、スポーツの場や競技大会等における応援メッセージやスローガンなどを掲げるもの、選挙や店先で販売促進用に用いられるものなど現在では様々な分野において使用されている。

## 起源
日本の古来からの風習として神社や寺院、祭礼の場など神聖なるものとして掲げられていた。
平安時代以来、武士たちは軍容を誇示したり、自軍と敵軍との識別をおこなうために、長い布の短辺に木を通して紐で吊り上げて風になびかせる、丈の高い流れ旗を軍団の象徴として掲げた。
時代が下って室町時代になると武家の一族間での争いが増加し、同じ流れ旗と同じ家紋を用いる敵味方の判断に混乱を生じるようになった。このため、布地の長辺の一方と上辺のあわせてふたつの辺を旗竿に結びつけることで流れ旗との識別を容易にした幟が発案され、全国の武家へと徐々に広まっていったとされる。
幟はそれまでの流れ旗に置き換わっただけではなく、管理がしやすいことから戦国時代を経て幅広く利用されるようになった。纏と呼ばれる馬印や旗差物などに幟が用いられ、日本における軍旗の一形式となった。

## 形状
近代までの軍用の幟は、綿もしくは絹の織物を用いた。布の寸法は由来となった流れ旗に準じ、高さを1丈2尺（約3m60cm）、幅を二幅（約76cm）前後が標準的であった。このほか、馬印や纏に用いられる四方（しほう）と呼ばれるほぼ正方形の幟や、四半（しはん）と呼ばれる縦横比が3対2の比率（四方の縦半分ともされる）の幟が定型化する。もっともこれらはあくまで一般的な寸法であり、家によって由緒のある寸法を規定することや、流行に左右されることもあった。
また旗竿への留め方によって、乳（ち）と呼ばれる布製の筒によって竿に固定する乳付旗（ちつきばた）と、旗竿への接合部分を袋縫いにして竿に直接縫い付けることによって堅牢性を増した縫含旗（ぬいふくめばた）に区別できる。
旗竿は千段巻と呼ばれる紐を巻いた漆塗りの樫材や竹を用い、幟の形態に応じて全体をトの字型あるいはΓ字にした形状にして布を通した。

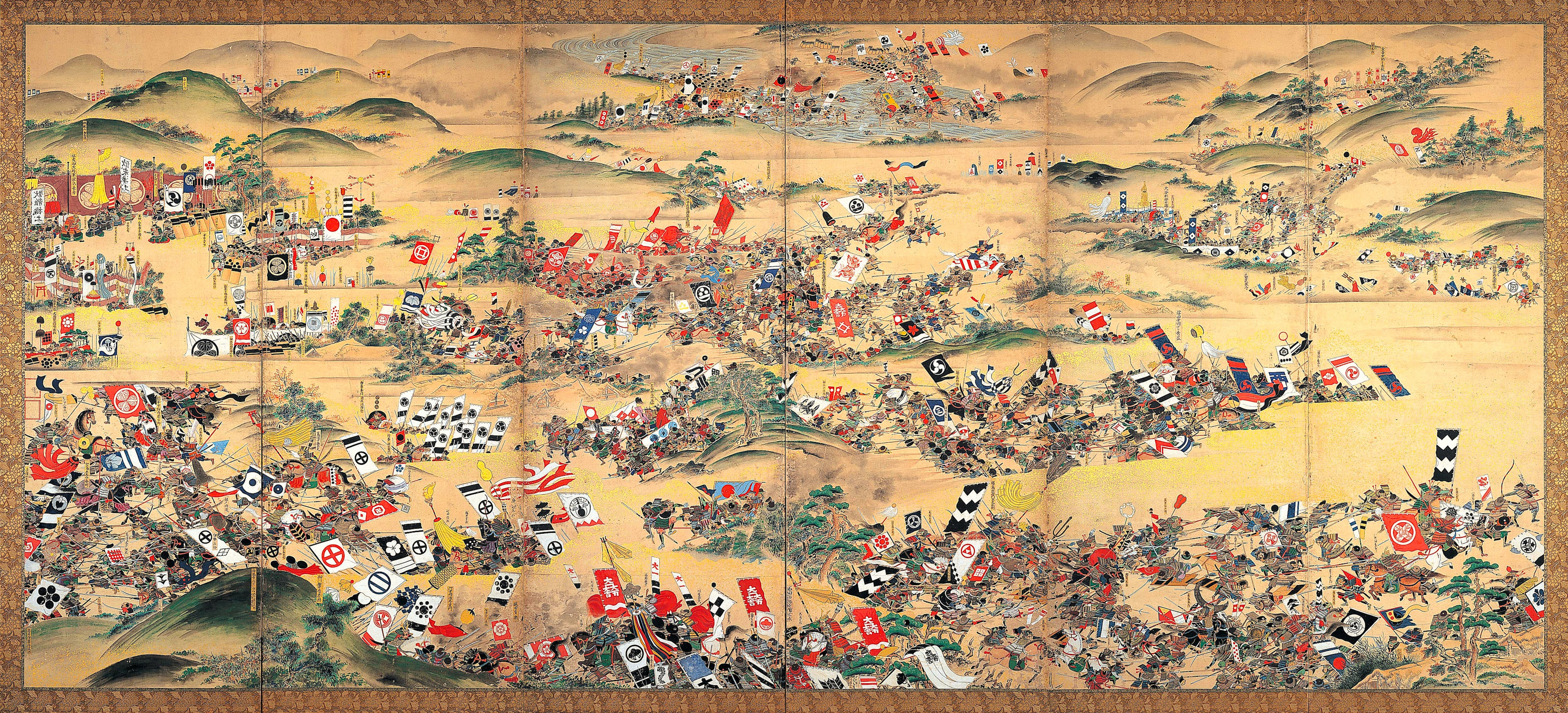
合戦場を埋め尽くす家紋入りの幟
----
岐阜市歴史博物館蔵収蔵『関ヶ原合戦屏風』（江戸時代後期）

## 現代の幟

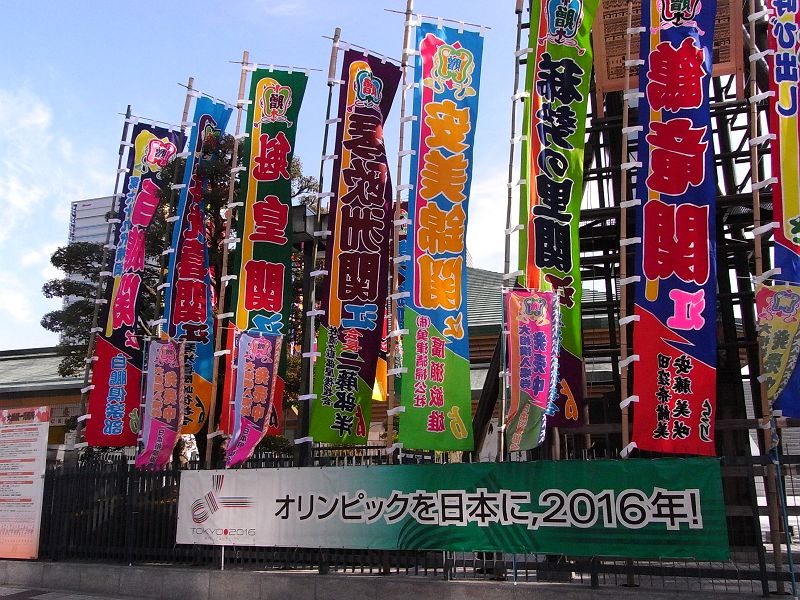
両国国技館の幟旗（のぼりばた 2009年1月8日撮影）

現代の幟は、おもに広告用の資材として利用されている。前述の乳付旗に準じた形状の幟であり、何点かの乳を使って前述の逆L字状の竿に結わえて固定する。布の寸法の比率に基準はないものの、空間を効率的に利用しつつ布面に文言を記載するために縦長の形状になる。
形状
様々なタイプのものが開発されてきている。
・棒袋のぼり
ちちの部分を棒袋状に仕立てることで設置が簡単になり、かつ巻き上がり防止にもなる。
材質など
かつては旗竿に竹を使用したこともあったが、昨今では金属パイプに塗料を塗布表面処理を施した既製品や、合成樹脂素材で成形した既製品を利用している。
布は価格を如何に安く抑えるかを主眼に合成繊維が用いられるようになっている。薄い生地であるポンジを用いて片面印刷になっているものが多い。木綿などに比べ耐久性は低い。
また、軍用品として戦場で兵卒が常に携行することをふまえていた近世以前とは違なり、「台座に固定して無人での管理を前提としていること」も、特徴である。

### プリント方法
安価な大量生産のものは版を使用したシルクスクリーンプリントや小ロットにも対応できるインクジェットプリントがある。かつては染め抜きで作られ、裏面の色抜けが重要（当たり前）とされていたがインクジェットの普及とそれにちなんだ小ロットのコスト削減の優先により裏面の色抜けの重要性が薄れてきている。
問題点
一方で、道路や歩道などに設置される広告用の幟には、通行の妨害になる、景観を損ねる，歩行者や車からの見通しを妨げ、交通安全の観点から危険といった批判も多い。また、台風などの強風時には、土台ごと転倒したり飛ばされる危険もある。プリント技術の進歩によりインクの耐候性は上がっているが少量の水が付着すると色流れの場合がある。
幟が使われる主な事例
- 神社仏閣　-　例大祭など（その他神道、仏教などの宗教施設の参道に信者の寄進により並べられることも）
- 大相撲興行会場　-　力士の四股名
- 歌舞伎小屋・芝居小屋　-　役者名
- 寄席 - 出演者名
- スーパーマーケット・商店街・郊外型店舗など　-　商品やキャンペーン、売り出しの告知：広告
- 選挙運動　-　日本では街頭での宣伝活動
- デモ行進など　-　日本では労組や団体の幟を掲げることがある（手持ち）
- 拠点告知　-　祭礼などの催物の現場において、主催者が事務を行う拠点（いわゆる実施本部）や警察の警備本部などの拠点を告知する。また、災害現場において、消防機関がその現場指揮本部を明示するために用いる。

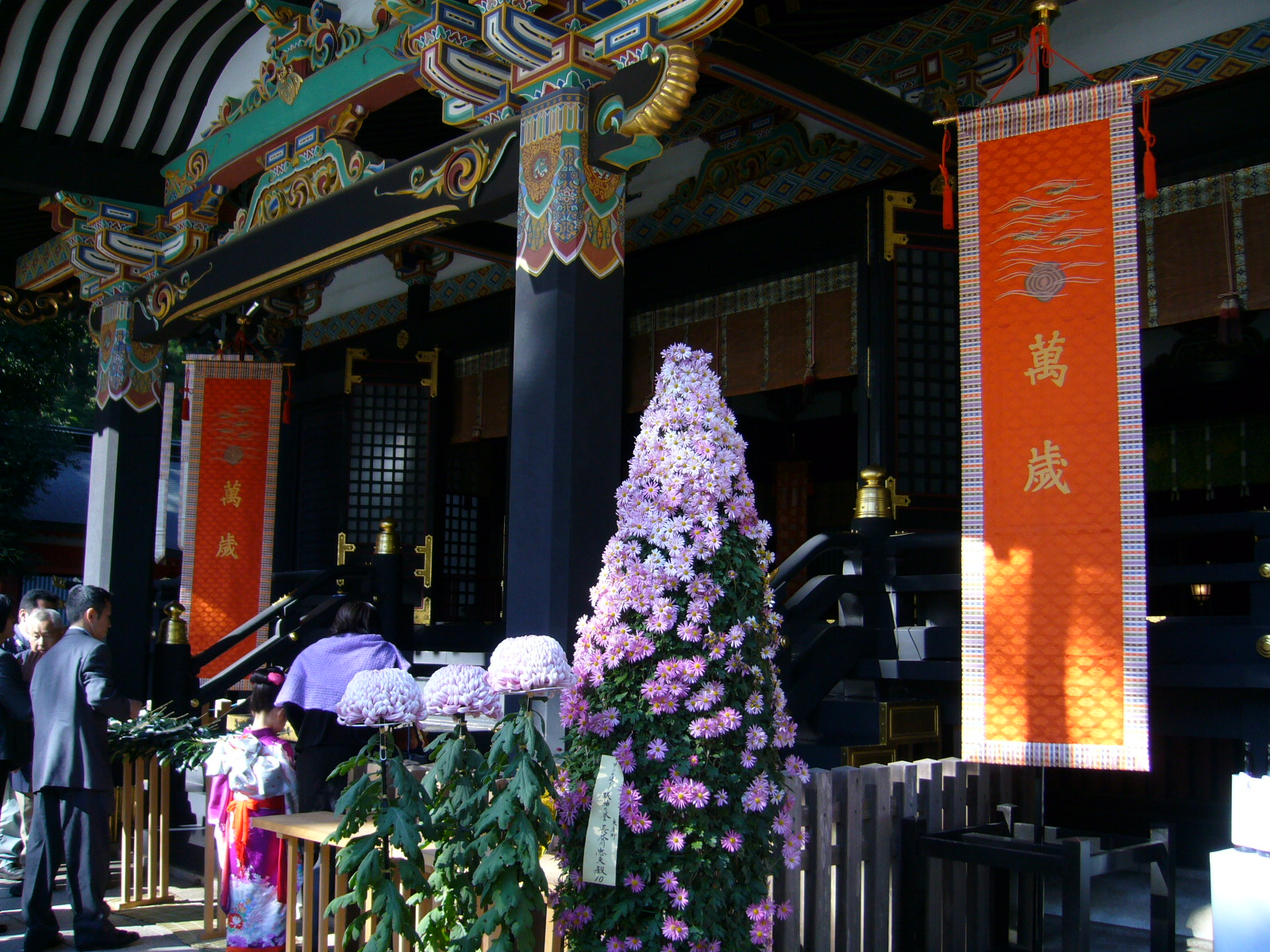
神社（香取神宮）
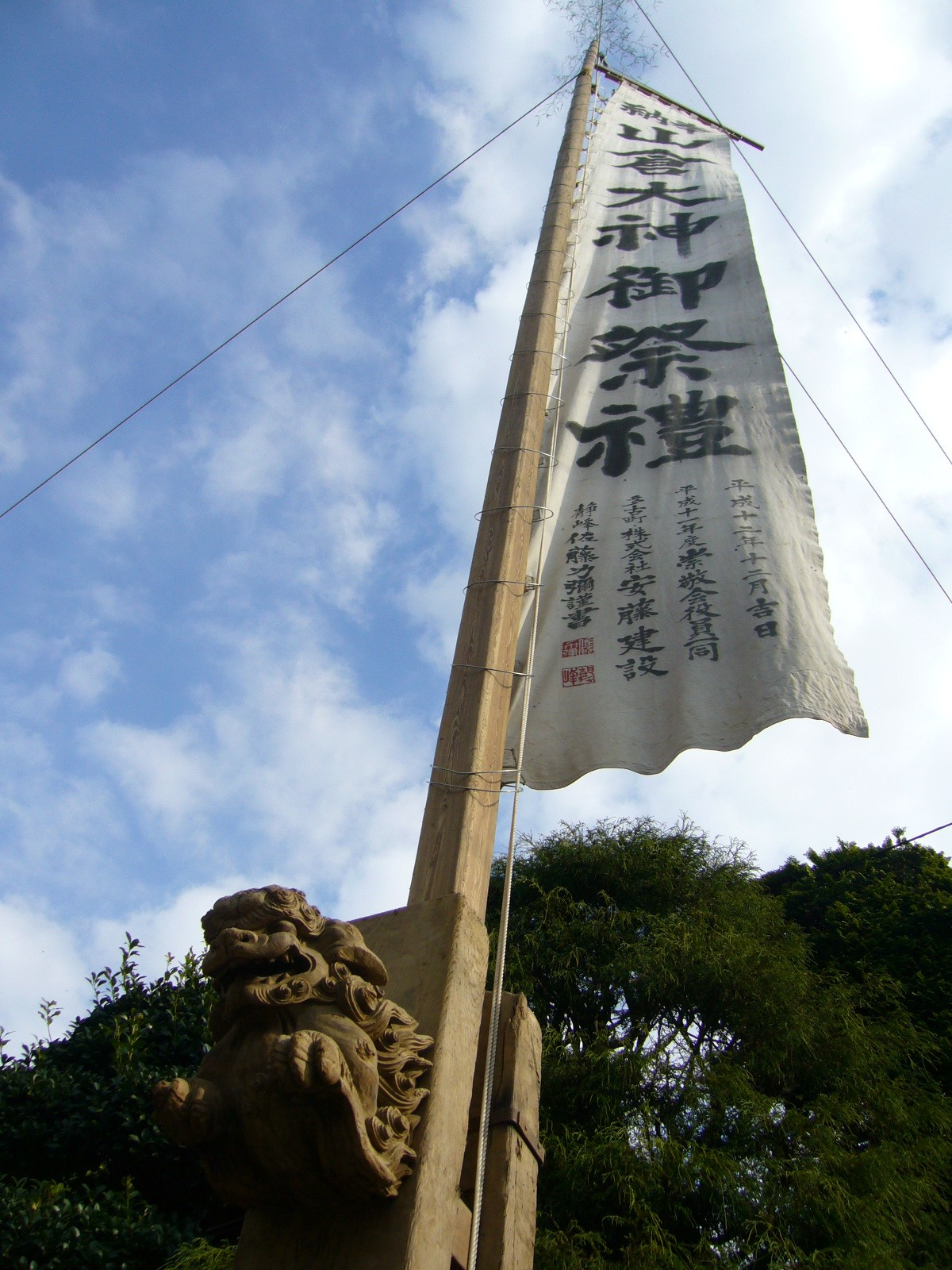
神社の祭礼（山倉大神）
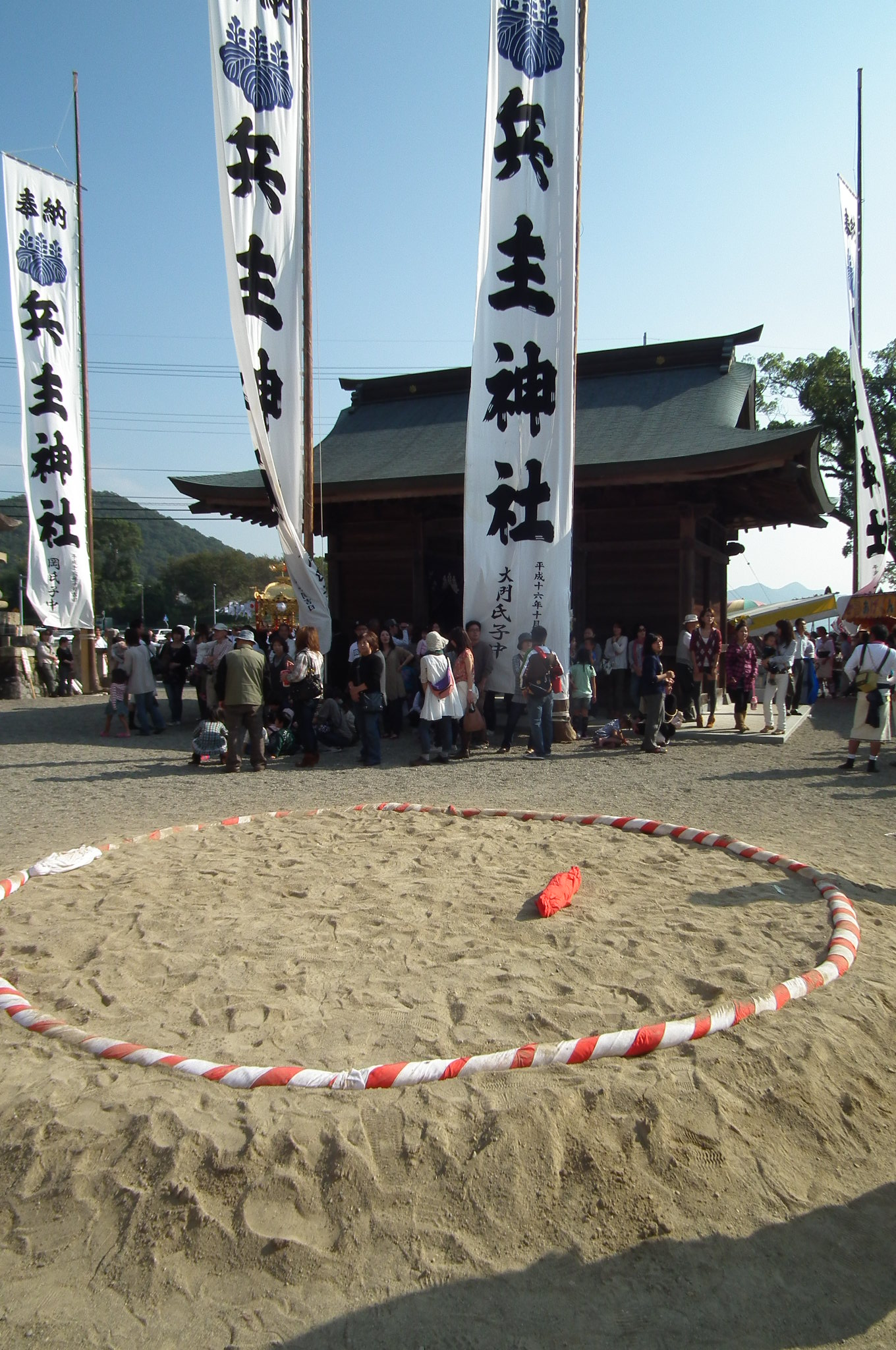
兵主神社（兵庫県西脇市）
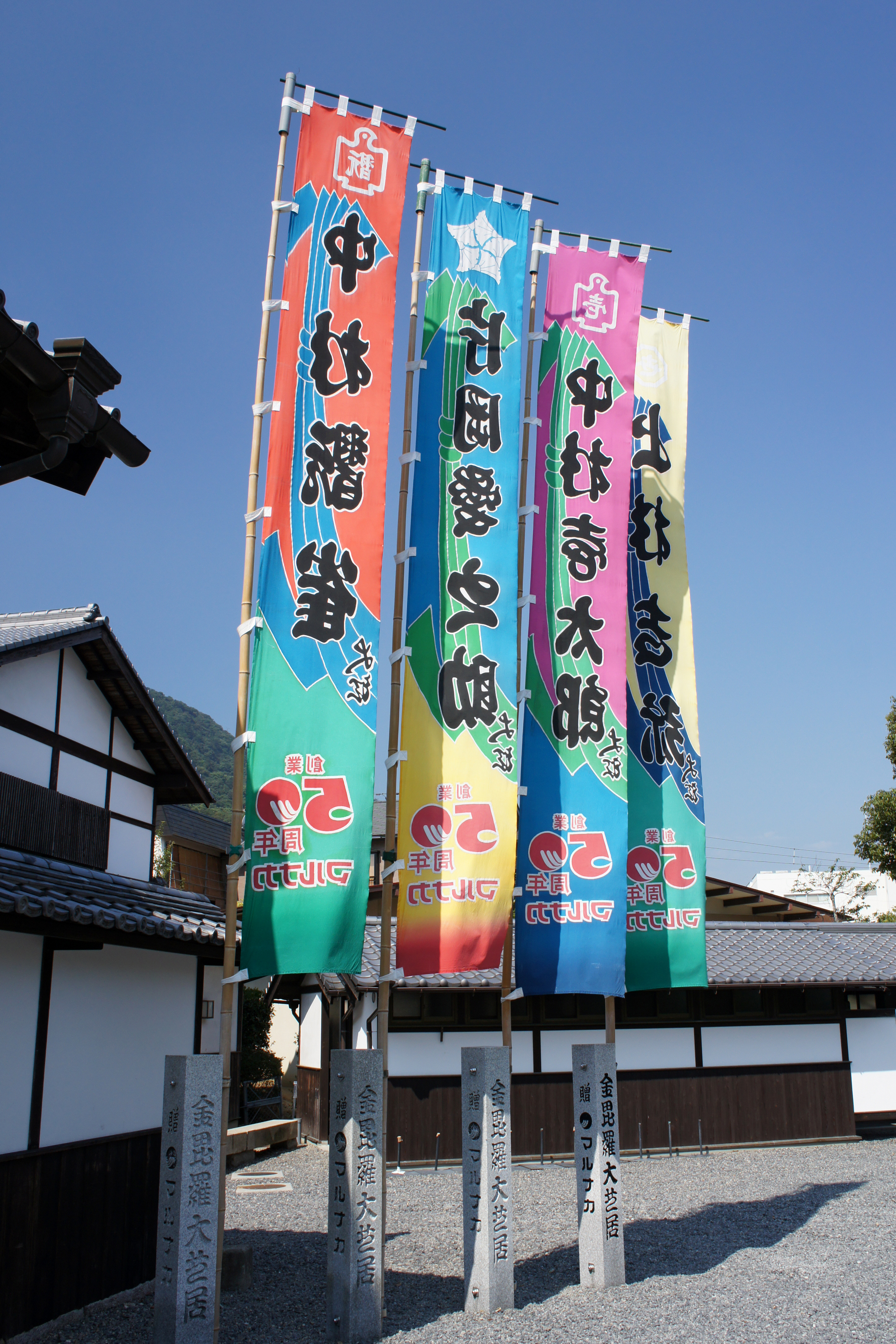
芝居小屋（旧金毘羅大芝居）
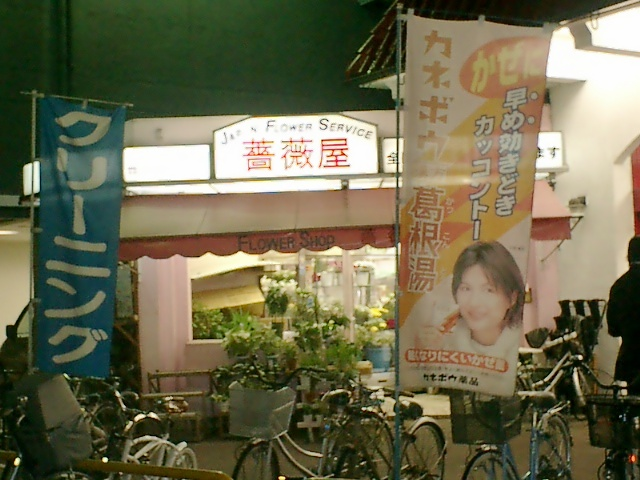
クリーニング店・薬局
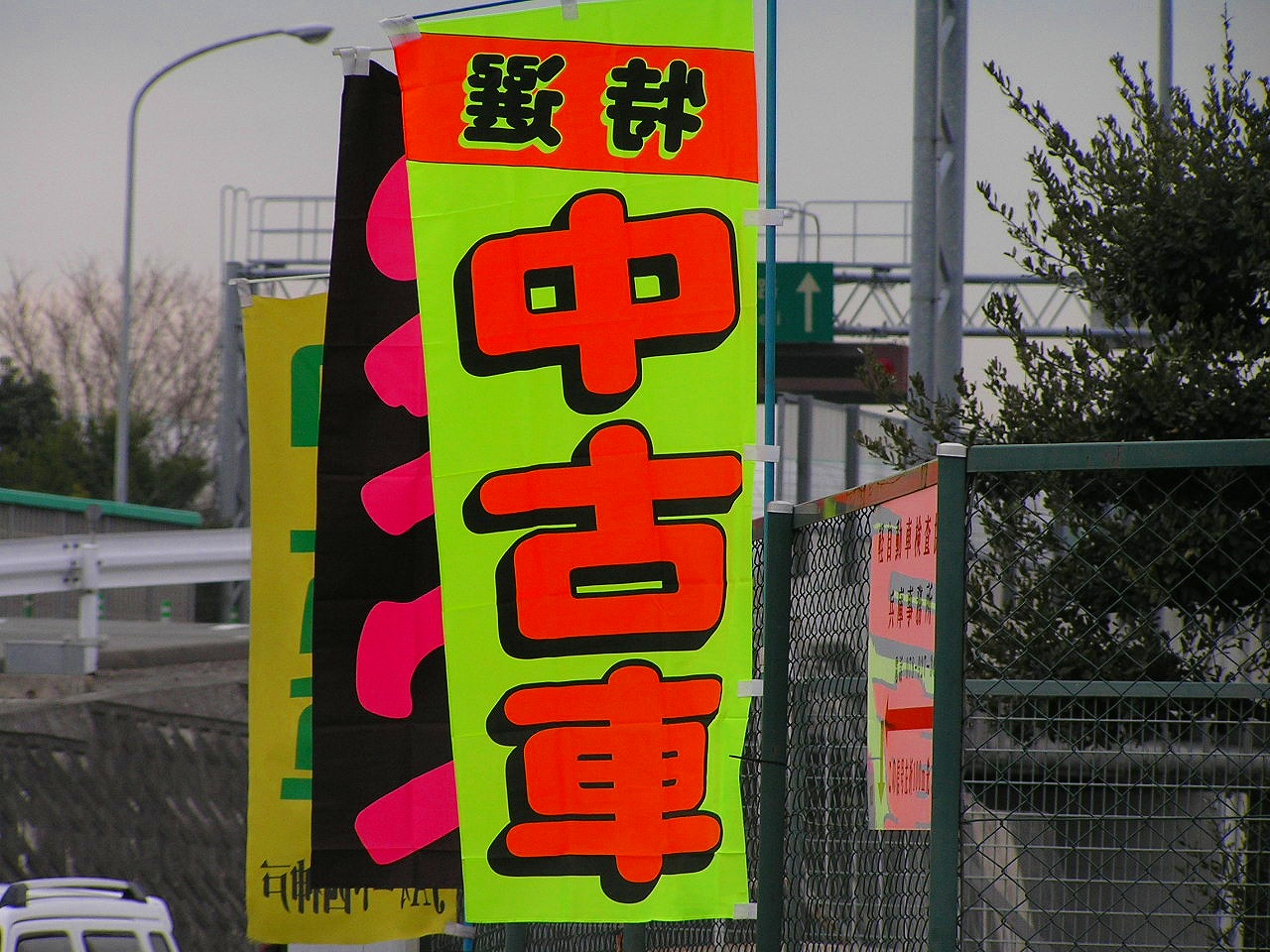
中古車店
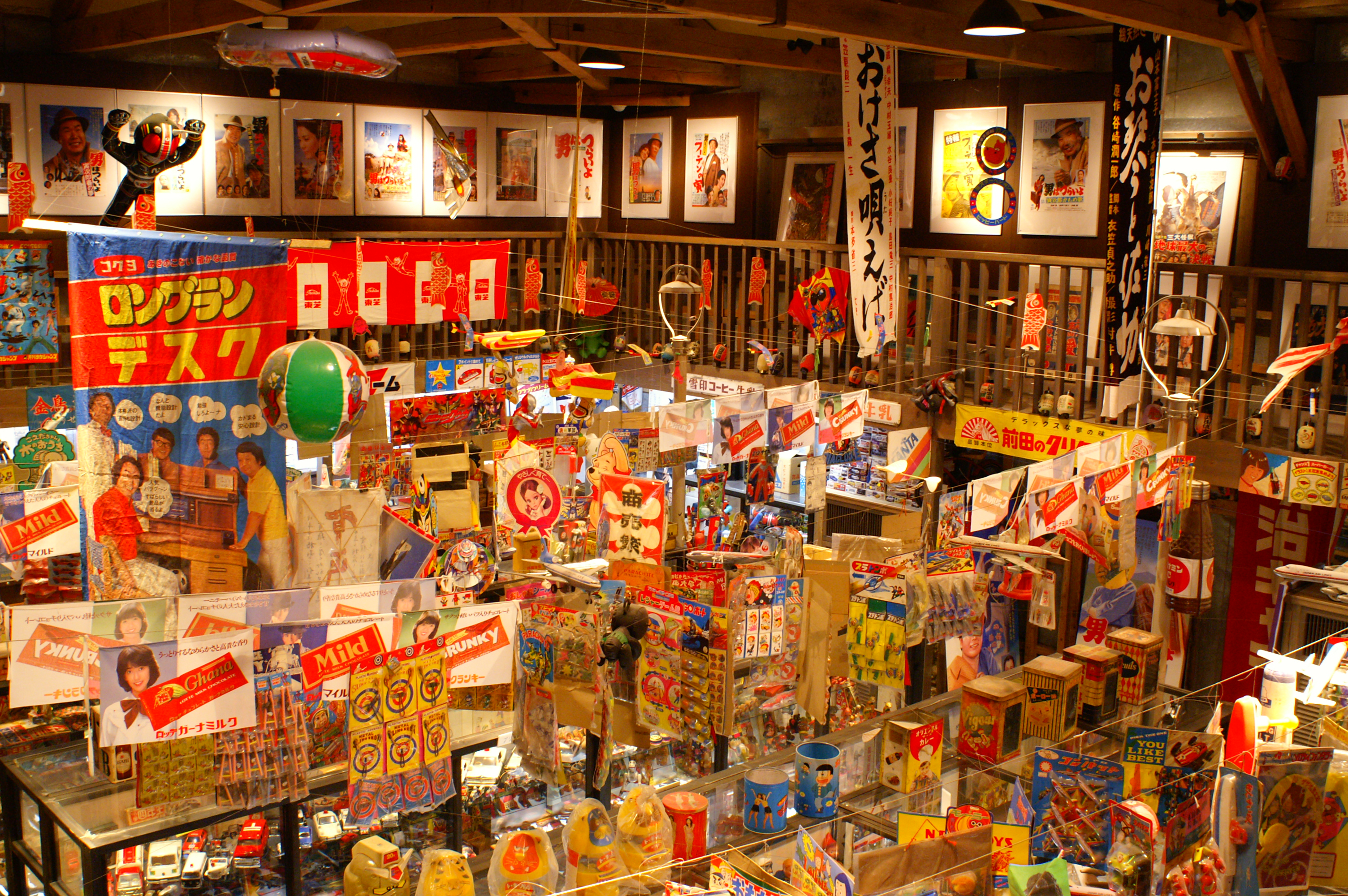
商品
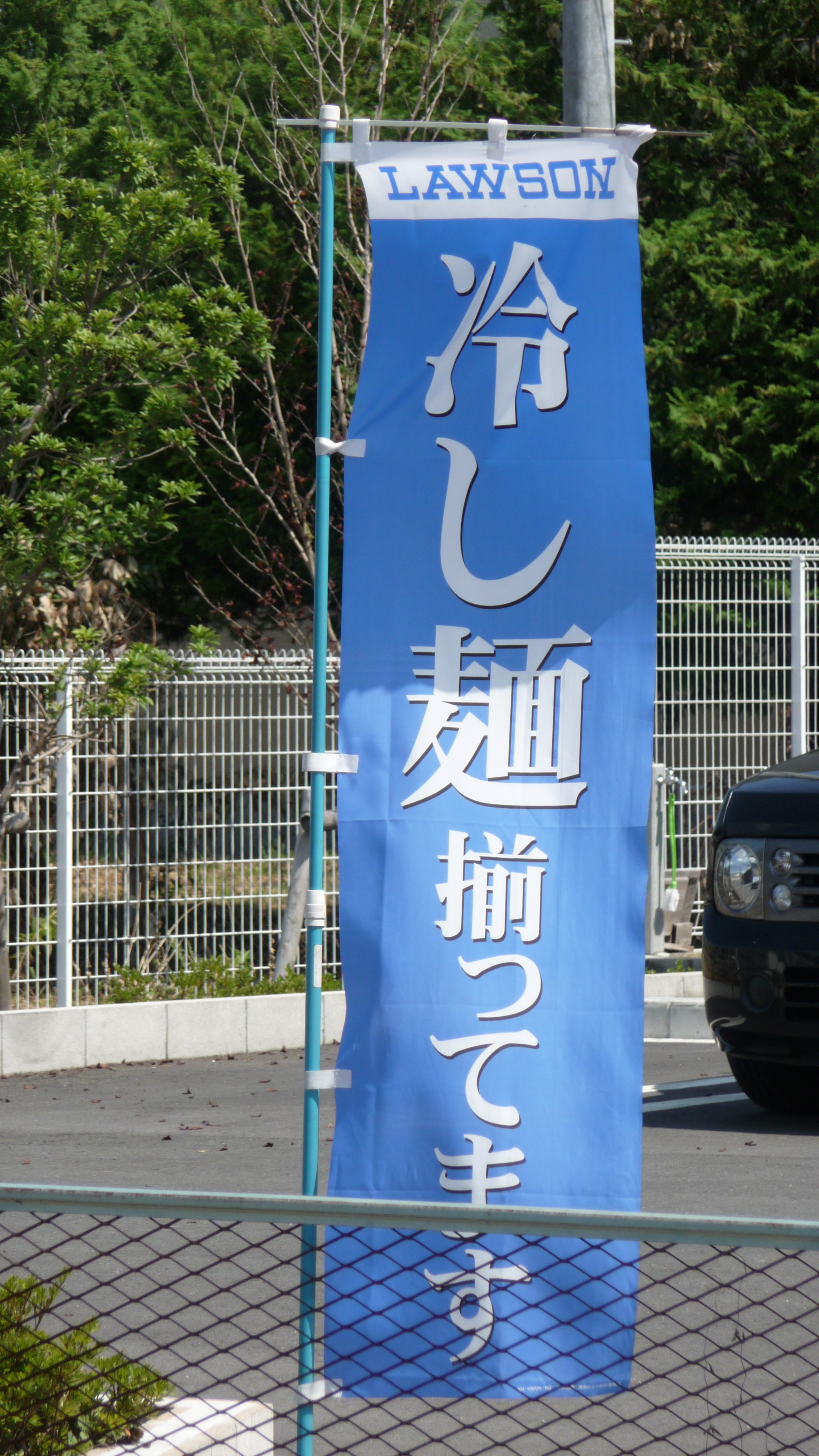
冷やし麺の案内
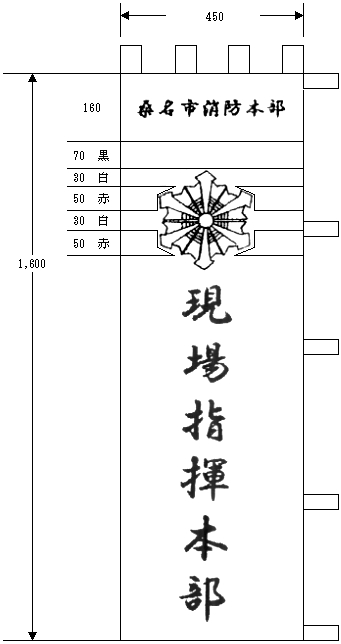
災害現場（桑名市消防本部の指揮本部標識）